# Ingeniero Luiggi
Ingeniero Luiggi es una localidad ubicada en el extremo norte de la provincia de La Pampa, Argentina, en el departamento Realicó. Su zona rural se extiende también sobre los departamentos Rancul y Trenel.

## Accesos
Las rutas de acceso son las rutas provinciales RP 2 y RP 9. Está a 500 km de Córdoba; 480 de Rosario; 486 de Bahía Blanca; 660 de Buenos Aires y 570 de Mendoza.

## Población
Contó con 4659 habitantes (Indec, 2010), algunos menos que en Guatraché, lo que representó un incremento del 8,6% frente a los 4289 habitantes (Indec, 2001) del censo anterior.
El censo nacional 2022 arrojó 4980 habitantes y 2366 viviendas.
| Gráfica de evolución demográfica de Ingeniero Luiggi entre 1991 y 2022 |
|                                                                        |
| Fuente: Censos nacionales del INDEC                                    |

## Toponimia
Lleva el nombre del profesional italiano Luis Luiggi (1856-1931), que realizó la planificación y ejecución de la Base Naval de Puerto Belgrano.

## Clima
La zona en la que se encuentra participa del denominado clima pampeano templado con un régimen de lluvias promedio superior a los 500 mm anuales. 
La región pampeana tuvo y actualmente tiene un régimen climático bicíclico, el "Hemiciclo Húmedo Florentino Ameghino" (desde 1870 a 1920 y desde 1973 a la actualidad), y tuvo un "Hemiciclo Seco Provincia de La Pampa" (entre 1920 y 1973).
El oeste de la provincia de la Pampa sufrió muchísimo el corrimiento de las isohietas: cambió de ciclo hacia 1920, produciendo angustiantes éxodos de población.
Los expedicionarios del Desierto siempre se encontraron con el Ciclo Climático Húmedo, entre los años 1870 a 1920.

## Historia
Si bien la explotación de la tierra comenzó alrededor de 1900, la fundación de Ingeniero Luiggi se produjo con la llegada del tren, diez años más tarde. En esa oportunidad, se realizó una subasta de tierras, del 17 al 20 de septiembre de 1910, por eso la fecha fundacional quedó fijada en el día que acabaron de venderse los lotes a los futuros habitantes.
Ingeniero Luiggi presenta un caso especial en cuanto a su trazado urbanístico, ya que nació con el diseño actual, con cuatro diagonales que confluyen en la plaza central. Los planos comprendían una extensión de 189 manzanas, y fueron confeccionados por el ingeniero Luis Luiggi (1856-1931). En su honor se estableció el nombre del pueblo, hecho que demuestra el orgullo de los pobladores por el diseño de la planta urbana. Y su fundador Antonio Devoto.
El pueblo se formó en 189 manzanas, con cuatro diagonales hacia la plaza "Gral. Manuel Belgrano". En su alrededor se fueron construyendo:
- 1914 Iglesia parroquial, Asociación Italiana de Mutuo Socorro
- 1922 Municipalidad
- 1934 Comisaría
- 1941 Monumento a la Bandera
- 1948 Biblioteca
- 1960 colegio polimodal Mariano Moreno, Monumento a los Pioneros
- 1980 Centro Cultural Municipal

### Museo Histórico Municipal
Creado en 2005, en el edificio de la antigua "Estación del Ferrocarril Oeste", y su predio colindante. Por lo que el patrimonio se muestra bajo los techos de la estación y al aire libre.

### Archivo Fotográfico Municipal
Se poseen donaciones de más de cien fotografías históricas, cuadros familiares de pioneros y antiguos pobladores.

### "Carreta de Doña María”
Indubitable pieza única, que desde 1894 circuló con una familia pionera.

## Salud
En el año 2019 se construye el Centro de Rehabilitación Neurológico en el predio del parque Centenario, de más de mil metros cuadrados y con una pileta climatizada semiolímpica para rehabilitación, un gimnasio, cuatro consultorios, una sala de espera y un área administrativa.
Este nuevo centro permitirá la atención  de más de 400 pacientes del Norte de La Pampa y  los  servicios de 10 profesionales médicos.

## Estrato de ceniza volcánica
De efectos de la erupción explosiva del volcán Descabezado Grande, que afectó severamente a la provincia de Mendoza, y menos al entonces territorio de La Pampa. La erupción cubrió de cenizas un cuarto de Argentina, el 11 de abril de 1932. A profundidades relativas puede observarse el horizonte de esa ceniza, en los suelos de la región.

## Fiesta Nacional del Caballo y la Tradición
Este evento se realiza anualmente en la localidad, desde 1973 conocida como “La Fiesta del Caballo” y a partir de 2014 se denomina “Fiesta Nacional del Caballo y la Tradición” según resolución N.º 337 del Ministerio de Turismo de la Nación. Anualmente se festeja el tercer fin de semana de enero.
Se rinde homenaje a la cultura popular y a la identidad de la región, revalorizando la importancia del caballo, en términos económicos y deportivos. Se inicia el día viernes con juegos de polo, pato y salto criollo por la tarde. Durante el día sábado, la celebración se da inicio con un espectáculo de jineteadas con 60 montas de bastos y encimera, en el campo de doma. Allí, solamente 5 clasifican para un certamen a realizarse el día domingo por la noche. A su vez se entregan el Broche de Oro en pelo y grupa surera.
El mismo también cuenta con espectáculos que se realizan por la noche, donde participan conjuntos y solistas, ballets folclóricos, entre otros artistas Locales, Provinciales y Nacionales.

## Club Teniente Benjamín Matienzo
Esta Institución fue fundada el 23 de abril de 1920, bajo el nombre de Teniente Matienzo Foot-Ball Club. Es por esa razón la más antigua agrupación con fines deportivos que mantiene vida en nuestra localidad, superada solamente por las Asociaciones italiana y española, pero que no son tenidas en cuenta en ese sentido, por cuanto en su trayectoria nunca se incluyeron prácticas deportivas.
De acuerdo a constancias obrantes en las primeras actas, hubo una comisión organizadora que sirvió para dar los primeros pasos, con la presidencia del Sr. Juan G. Etcheverría. Bajo su gestión se organizó definitivamente la institución, cuando el 8 de octubre del mismo año se formó una nueva comisión, esta vez bajo la presidencia de don Pedro Soraire, quien era en ese momento el director de la Escuela N 76. 
El nombre inicial del Club perduró hasta que, en 1945, se gestionó y obtuvo la Personería Jurídica, momento en el cual se cambió por la cual se cambió por la cual denominación del Club Teniente Benjamín Matienzo. 
Las alternativas en la vida del Club son muchas, el club vive uno de los momentos más positivos de su trayectoria, practicando distintos deportes en bien de la salud física de los jóvenes de la localidad.

## Selección para la "Fiesta Nacional del Folklore de Cosquín"
Tiene proyección regional.

## Parroquias de la Iglesia católica en Ingeniero Luiggi
| Diócesis  | Santa Rosa en Argentina |
| --------- | ----------------------- |
| Parroquia | Santa Elena             |